# 百合街道
百合街道是中华人民共和国贵州省安顺市关岭布依族苗族自治县下辖的一个街道办事处。

## 行政区划
百合街道下辖以下村级行政区划单位：
同心社区、同康社区、摆布村、龙潭村、红星村。